# لوك رودجرز
لوك رودجرز (بالإنجليزية: Luke Rodgers)‏ هو لاعب كرة قدم بريطاني في مركز الهجوم، ولد في 1982 في برمنغهام في المملكة المتحدة. شارك مع منتخب إنجلترا لكرة القدم C ‏. أما مع النوادي، فقد لعب مع بورت فايل وشروزبري تاون وفوريست غرين ونادي بورتسموث ونادي كرو ألكساندرا ونادي ليلستروم ونادي هاماربي لكرة القدم ونوتس كاونتي ونيويورك ريد بولز ويوفل تاون.

## وصلات خارجية
- لوك رودجرز على موقع اتحاد السويد (السويدية)
- لوك رودجرز على موقع الدوري الأمريكي (الإنجليزية)
- لوك رودجرز على موقع قاعدة بيانات كرة القدم.إي يو (الإنجليزية)
- لوك رودجرز على موقع Soccerbase.com (لاعب) (الإنجليزية)
- لوك رودجرز على موقع Soccerway.com (الإنجليزية)